# Mei 1996
Dit artikel geeft een chronologisch overzicht van alle belangrijke gebeurtenissen per dag in de maand mei van het jaar 1996.

## Gebeurtenissen

### 5 mei
- Tsjechië verslaat Canada in de finale van het wereldkampioenschap ijshockey voor A-landen in Oostenrijk.

### 6 mei
- Titelverdediger Stephen Hendry wint het WK snooker voor de vijfde keer op rij en de zesde keer in totaal.

### 12 mei
- HGC wint de landstitel in de Nederlandse hockeyhoofdklasse door in de tweede wedstrijd van finale van de play-offs met 4-1 te winnen bij HC Bloemendaal.

### 16 mei
- PSV Eindhoven wint in De Kuip voor de zevende keer de KNVB beker door Sparta Rotterdam met 5-2 te verslaan.

### 18 mei
De Ier Eimear Quinn won het Eurovisiesongfestival van 1996
Met haar lied The voice

### 19 mei
- De Surinaamse ex-legerleider Desi Bouterse beschuldigt de Nederlandse regering van grove inmenging in de interne aangelegenheden van Suriname. In een interview met KRO's Brandpunt noemt hij de Nederlandse houding tegenover de verkiezingen "schandalig".
- De hockeysters van HGC winnen de landstitel in de Nederlandse hoofdklasse door titelverdediger Kampong met 1-0 te verslaan in het tweede duel uit de finale van de play-offs.

### 20 mei
- Het Amerikaanse Hooggerechtshof verwerpt een wet die overheden in de staat Colorado verhindert om de rechten van homoseksuelen te verdedigen.

### 22 mei
- De Surinaamse president Ronald Venetiaan kondigt de installatie aan van een commissie die een onderzoek moet voorbereiden naar de decembermoorden van 1982.

### 23 mei
- Het regerende Nieuw Front in Suriname verliest de absolute meerderheid bij de verkiezingen. De Nationale Democratische Partij (NDP) van voorzitter Desi Bouterse wint enkele zetels, maar onvoldoende om een politieke machtsfactor te worden.
- De Zweed Göran Kropp bereikt de top van de Mount Everest alleen en zonder zuurstof nadat hij per fiets vanuit Zweden was gekomen.

### 24 mei
- De Nationale Democratische Partij (NDP) van voorzitter Desi Bouterse vraagt het Onafhankelijk Kiesbureau de verkiezingen van een dag eerder ongeldig te verklaren

### 27 mei
- Een wapenstilstand beëindigt de eerste oorlog om Tsjetsjenië.

### 29 mei
- Het Nederlands elftal wint de tweede van drie oefeninterlands op weg naar het EK voetbal 1996. In het Koning Willem II Stadion in Tilburg is Oranje met 2-0 te sterk voor China. Doelpuntenmakers zijn Aron Winter en Johan de Kock (strafschop).
- Het Japans voetbalelftal wint de 17de editie van de strijd om de Kirin Cup door na Joegoslavië (1-0) ook Mexico (3-2) te verslaan.

<< · januari · februari · maart · april · mei · juni · juli · augustus · september · oktober · november · december · >>